# 赤道原則
赤道原則またはエクエーター原則（英語: Equator Principles、EP）は、金融機関が大規模なインフラおよび産業に係わるプロジェクトに融資する際に、プロジェクトにおける環境・社会リスクを特定、評価、管理するための基準である。

## 概要
2002年10月、ロンドンにおける世界銀行グループの国際金融公社（IFC）とABNアムロ銀行の呼びかけで環境・社会ガイドライン策定の機運が高まり、ABNアムロ銀行、シティバンク、バークレイズ、ヴェストLBにより枠組みが作られ、2003年6月に赤道原則が策定された。
当初は、検討会議がロンドン近郊で開催されたため「グリニッジ原則」と命名されたが、その後、グローバルにふさわしい名称として「赤道原則（エクエーター原則）」に改められた。
採択した金融機関は、世界銀行グループの国際金融公社（IFC）が策定した「IFCパフォーマンススタンダード（PS）」及び「世界銀行グループEHS（環境・衛生・安全）ガイドライン」に基づき、独自のガイドラインの文書化及び内部管理体制を構築する。

## 適用範囲
赤道原則では、以下のプロジェクトが適用範囲として定められている。全ての国・地域、かつ全ての産業セクターが対象である。
- プロジェクトファイナンスアドバイザリーサービス（FA業務） - プロジェクト総額が 1,000 万米ドル以上の全ての案件。
- プロジェクトファイナンス - プロジェクト総額 1,000 万米ドル以上の全ての案件。
- プロジェクト紐付きコーポレートローン - 以下3つの条件を全て満たす場合。
  - 総借入額の過半が特定のプロジェクトに向かい、かつ当該プロジェクトの実質的な支配権を顧客が直接的または間接的に有する。
  - 総借入額とコミット額がそれぞれ5,000万米ドル以上。
  - 貸出期間2年以上。
- ブリッジローン - 貸出期間2年未満で、プロジェクトファイナンスまたはプロジェクト紐付きコーポレートローンによってリファイナンスされる予定のもの。
- プロジェクト紐付きリファイナンスとプロジェクト紐付き買収ファイナンス - 以下3つの条件を全て満たす場合。
  - 当該プロジェクトが過去に赤道原則フレームワークに基づいて融資されている。
  - プロジェクトの規模あるいは目的の重大な変更が無い。
  - 融資契約書の調印時点でプロジェクトが完工していない。

## 採択金融機関
2022年3月末現在、38カ国・129金融機関が赤道原則を採択している。

### 日本
日本では10金融機関が採択している。（）内は採択日。
- みずほ銀行（2003年10月27日、みずほコーポレート銀行が採択[5]）
- 三菱UFJ銀行（2005年12月22日）
- 三井住友銀行（2006年1月23日）
- 三井住友信託銀行（2016年2月1日）
- 農林中央金庫（2017年5月1日）
- 日本生命保険（2019年4月1日）
- SBI新生銀行（2020年4月1日）
- 日本政策投資銀行（2020年7月1日）
- 信金中央金庫（2021年4月8日）
- あおぞら銀行（2022年2月14日）